# Vismia macrophylla
Vismia macrophylla är en johannesörtsväxtart som beskrevs av Carl Sigismund Kunth. Vismia macrophylla ingår i släktet Vismia och familjen johannesörtsväxter. Inga underarter finns listade i Catalogue of Life.